# Didaphne cyanomela
Didaphne cyanomela là một loài bướm đêm thuộc phân họ Arctiinae, họ Erebidae.